# Större babax
Större babax (Pterorhinus waddelli) är en fågel i familjen fnittertrastar inom ordningen tättingar.

## Kännetecken

### Utseende
Med en kroppslängd på 31 cm konkurrerar större babax med större fnittertrast om att vara störst i familjen  fnittertrastarna. Den är överlag brungrå och svartstreckad, kraftigare på ovansidan. Liksom kinesisk babax har den gråspetsade brunsvarta vingar, men är större och har mörkare grått huvud och mörkare streckning. Kinesisk babax har även ett mustaschstreck som större babax saknar, liksom mörkgrå stjärt.

### Läten
Sången är behagligt trastlik, snabba serier med darrande visslingar. Bland lätena hörs hårda, raspiga toner.

## Utbredning och systematik
Större babax delas in i tre underarter med följande utbredning:
- lumsdeni – förekommer i nordöstra Tibet (på gränsen till Qinghai)
- waddelli – förekommer i sydöstra Tibet (Lhasa, Chushul, och Chaksam)
- jomo – förekommer i södra och centrala Tibet (Gyantseområdet)

Underarten lumsdeni inkluderas ofta i nominatformen.

### Släktestillhörighet
Babaxerna placeras traditionellt i släktet Babax. DNA-studier från 2012 visade dock att de är nära släkt med fnittertrastarna i släktet Garrulax. Olika taxonomiska auktoriteter hanterade dessa resultat på varierande sätt. BirdLife International inkluderade babaxerna i Garrulax, medan tongivande Clements et al initalt valde att dela upp Garrulax i flera mindre släkten, varvid babaxerna förs till Ianthocincla. Senare studier från 2018 och 2019 visar dock att Garrulax i begränsad mening består av tre utvecklingslinjer som skildes åt för mellan sju och nio miljoner år sedan, varav Ianthocincla är en. Författarna till studierna rekommenderar därför att släktet delas upp ytterligare, vilket medför att babaxerna med släktingar lyfts ut till det egna släktet Pterorhinus. Idag följer både tongivande International Ornithological Congress och även Clements et al dessa rekommendationer.

## Levnadssätt
Större babax förekommer i torra buskmarker i bergstrakter på mellan 2700 och 4600 meters höjd, framför allt med inslag av favoritfödan havtorn. Den intar även frön och småinsekter. Fågeln ses födosöka ensam, i par eller i grupper om upp till åtta individer. Den häckar mellan mars och juli, ibland kooperativt, och tros bara lägga en kull per säsong. Arten är stannfågel.

## Status
Arten har ett stort utbredningsområde och internationella naturvårdsunionen IUCN kategoriserar arten som livskraftig. Beståndsutvecklingen är dock oklar. Världspopulationen uppskattas till mellan 80 000 och 140 000 adulta individer.

## Namn
Fågelns vetenskapliga artnamn hedrar Lawrence Augustine (senare Austine) Waddell (1854-1938), överstelöjtnant och läkare tjänstgörande för Indiska staten, men även upptäcktsresande i Tibet 1904 och orientalist.